# Albert Salmi
Albert Salmi, nato Alfred Salmi (Brooklyn, 11 marzo 1928 – Spokane, 22 aprile 1990), è stato un attore statunitense.
Nel corso della sua carriera televisiva apparve in oltre 120 produzioni dal 1954 al 1989. Partecipò inoltre a quasi 40 film per il cinema dal 1958 al 1989.

## Biografia
Nato a Brooklyn in una famiglia di immigrati finlandesi, Salmi crebbe a New York e dopo la seconda guerra mondiale intraprese la carriera di attore frequentando la scuola di recitazione Actors Studio di Lee Strasberg. Debuttò in televisione nel 1953 e al cinema alla fine degli anni cinquanta.
Fu interprete di diversi personaggi per serie televisive, tra cui Peter Hurkos in un doppio episodio della serie Alcoa Presents: One Step Beyond (1960), Yadkin in 20 episodi della serie Daniel Boone (1964-1965), il capitano Alonzo P. Tucker in due episodi della serie Lost in Space (1966-1967), Pete Ritter in 44 episodi della serie Petrocelli (1974-1976), Gil Thurman in tre episodi della serie Dallas (1982-1983) e Johnathan J. Rush in tre episodi della serie California (1984-1985). Dagli anni cinquanta alla fine degli anni ottanta continuò a collezionare numerose presenze in decine di serie televisive come guest star o personaggio minore, talvolta con ruoli diversi in più di un episodio, come in tre episodi di Ai confini della realtà (1960-1963), tre episodi di Route 66 (1962-1963), cinque episodi di Il virginiano (1962-1968), tre episodi di L'orso Ben (1967-1969), tre episodi di Gunsmoke (1966-1970), quattro episodi di Bonanza (1960-1972), tre episodi di F.B.I. (1966-1972) e tre episodi di Kung Fu (1972-1974).
Il grande schermo lo vide interprete, in particolare in film del genere western, di diversi personaggi tra cui quelli di Smerdjakov in Karamazov (1958), film con cui esordì sul grande schermo, tratto dall'ultimo romanzo di Fëdor Dostoevskij, I fratelli Karamazov), Ed Taylor in Bravados (1958), Charlie Rawlins in Gli inesorabili (1960), Hank Bailey in Fango sulle stelle (1960), lo sceriffo in L'oltraggio (1964), Octavius Roy in L'ora delle pistole (1967), Jose Ortega in L'imboscata (1967), Harvey Stenbaugh in Io sono la legge (1971), e Schmidt in La spina dorsale del diavolo (1971).
Continuò per tutti gli anni settanta ad interpretare vari personaggi in numerosi produzioni cinematografiche, come E-1 in Fuga dal pianeta delle scimmie (1971), Jonny Cobb in Ti combino qualcosa di grosso (1971), lo sceriffo Larkin in Sciacalli si muore (1977), lo sceriffo Art Kincade nel film horror L'impero delle termiti giganti (1977), Andy Minton in Tiro incrociato (1979), Mr. Noonan in Palla da golf (1980), il capitano Billingham in Burned at the Stake (1981), il colonnello Liahkov in The Guns and the Fury (1981), Greil in Il drago del lago di fuoco (1981), Clyde Whittaker in Uragano di fuoco (1981) e l'ispettore Sturgess nell'horror La casa di Mary (1982). La sua ultima apparizione cinematografica risale al 1989 nel film Ladro e gentiluomo, in cui recitò nel ruolo di Johnny Scot, mentre apparve per l'ultima volta sul piccolo schermo nella miniserie Fino al prossimo incontro, trasmessa nel 1989.
Nel 1963 sposò l'attrice Peggy Ann Garner da cui poi divorziò per risposarsi nel 1964 con Roberta Pollock Taper. Nel 1990 Roberta presentò un'istanza di divorzio a causa del loro rapporto deterioratosi irrimediabilmente. Il 23 aprile 1990, Salmi e la sua ex moglie Roberta furono trovati morti nella loro casa di Spokane (Washington), dove si erano trasferiti nel 1983 dopo che l'attore aveva iniziato a comparire con meno frequenza sulle scene. Secondo la polizia, Salmi, che soffriva di una grave depressione, la mattina del 22 aprile aveva colpito a morte la moglie nella cucina e si era poi sparato nello stesso giorno. Salmi fu seppellito al Greenwood Memorial Terrace di Spokane.

## Filmografia

### Cinema
- Karamazov (The Brothers Karamazov), regia di Richard Brooks (1958)
- Bravados (The Bravados), regia di Henry King (1958)
- Gli inesorabili (The Unforgiven), regia di John Huston (1960)
- Fango sulle stelle (Wild River), regia di Elia Kazan (1960)
- L'oltraggio (The Outrage), regia di Martin Ritt (1964)
- Carta che vince, carta che perde (The Flim-Flam Man), regia di Irvin Kershner (1967)
- L'ora delle pistole (Hour of the Gun), regia di John Huston (1967)
- L'imboscata (The Ambushers), regia di Henry Levin (1967)
- Three Guns for Texas, regia di Earl Bellamy, David Lowell Rich (1968)
- I quattro sul sentiero di sparo (Four Rode Out), regia di John Peyser (1970)
- Io sono la legge (Lawman), regia di Michael Winner (1971)
- La spina dorsale del diavolo (The Deserter), regia di Burt Kennedy (1971)
- Fuga dal pianeta delle scimmie (Escape from the Planet of the Apes), regia di Don Taylor (1971)
- Ti combino qualcosa di grosso (Something Big), regia di Andrew V. McLaglen (1971)
- Una medaglia per il più corrotto (The Take), regia di Robert Hartford-Davis (1974)
- A Place Without Parents, regia di Ken Handler (1974)
- The Crazy World of Julius Vrooder, regia di Arthur Hiller (1974)
- The Legend of Earl Durand, regia di John D. Patterson (1974)
- Black Oak Conspiracy, regia di Bob Kelljan (1977)
- Sciacalli si muore (Moonshine County Express), regia di Gus Trikonis (1977)
- L'impero delle termiti giganti (Empire of the Ants), regia di Bert I. Gordon (1977)
- Le strabilianti avventure di Superasso (Viva Knievel!), regia di Gordon Douglas (1977)
- The Sweet Creek County War, regia di J. Frank James (1979)
- Tiro incrociato (Love and Bullets), regia di Stuart Rosenberg (1979)
- Sei uomini d'acciaio (Steel), regia di Steve Carver (1979)
- Cuba Crossing, regia di Chuck Workman (1980)
- Cloud Dancer, regia di Barry Brown (1980)
- Brubaker, regia di Stuart Rosenberg (1980)
- Palla da golf (Caddyshack), regia di Harold Ramis (1980)
- Burned at the Stake, regia di Bert I. Gordon (1981)
- The Guns and the Fury, regia di Tony Zarindast (1981)
- Il drago del lago di fuoco (Dragonslayer), regia di Matthew Robbins (1981)
- Uragano di fuoco (St. Helens), regia di Ernest Pintoff (1981)
- I'm Dancing as Fast as I Can, regia di Jack Hofsiss (1982)
- La casa di Mary (Superstition), regia di James W. Roberson (1982)
- Love Child, regia di Larry Peerce (1982)
- Una rockstar in cerca d'amore (Hard to Hold), regia di Larry Peerce (1984)
- Born American, regia di Renny Harlin (1986)
- Ladro e gentiluomo (Breaking In), regia di Bill Forsyth (1989)

### Televisione
- Medallion Theatre – serie TV, un episodio (1954)
- The United States Steel Hour – serie TV, 4 episodi (1956-1957)
- Studio One – serie TV, 2 episodi (1956-1958)
- Alfred Hitchcock presenta (Alfred Hitchcock Presents) – serie TV, 2 episodi (1957-1958)
- Kraft Television Theatre – serie TV, un episodio (1957)
- The Kaiser Aluminum Hour – serie TV, episodio 1x16 (1957)
- Climax! – serie TV, 2 episodi (1958)
- General Electric Theater – serie TV, episodio 7x21 (1959)
- Folio – serie TV, un episodio (1959)
- Avventure in paradiso (Adventures in Paradise) – serie TV, episodio 1x12 (1959)
- Gli uomini della prateria (Rawhide) – serie TV, 2 episodi (1960-1963)
- Ai confini della realtà (The Twilight Zone) – serie TV, 3 episodi (1960-1963)
- Bonanza – serie TV, 4 episodi (1960-1972)
- Alcoa Presents: One Step Beyond – serie TV, 2 episodi (1960)
- Hotel de Paree – serie TV, un episodio (1960)
- Have Gun - Will Travel – serie TV, episodio 4x16 (1960)
- Carovane verso il west (Wagon Train) – serie TV, 2 episodi (1961-1962)
- La città in controluce (Naked City) – serie TV, un episodio (1961)
- Play of the Week – serie TV, un episodio (1961)
- Gli intoccabili (The Untouchables) – serie TV, un episodio (1961)
- Tales of Wells Fargo – serie TV, un episodio (1961)
- The Investigators – serie TV, episodio 1x10 (1961)
- Route 66 – serie TV, 3 episodi (1962-1963)
- Il virginiano (The Virginian) – serie TV, 5 episodi (1962-1968)
- Saints and Sinners – serie TV, un episodio (1962)
- Undicesima ora (The Eleventh Hour) – serie TV, un episodio (1962)
- Stoney Burke – serie TV, un episodio (1962)
- Combat! – serie TV, un episodio (1962)
- La parola alla difesa (The Defenders) – serie TV, un episodio (1962)
- L'ora di Hitchcock (The Alfred Hitchcock Hour) – serie TV, episodio 1x21 (1963)
- The Travels of Jaimie McPheeters – serie TV, episodio 1x03 (1963)
- Redigo – serie TV, un episodio (1963)
- Daniel Boone – serie TV, 20 episodi (1964-1965)
- Il fuggiasco (The Fugitive) – serie TV, 2 episodi (1964)
- Destry – serie TV, un episodio (1964)
- Profiles in Courage – serie TV, un episodio (1964)
- Insight – serie TV, 2 episodi (1965-1977)
- Le spie (I Spy) – serie TV, episodio 1x11 (1965)
- Laredo – serie TV, un episodio (1965)
- Lost in Space – serie TV, 2 episodi (1966-1967)
- La grande vallata (The Big Valley) – serie TV, 2 episodi (1966-1967)
- Gunsmoke – serie TV, 3 episodi (1966-1970)
- F.B.I. (The F.B.I.) – serie TV, 3 episodi (1966-1972)
- A Man Called Shenandoah – serie TV, episodio 1x16 (1966)
- Viaggio in fondo al mare (Voyage to the Bottom of the Sea) – serie TV, un episodio (1966)
- La leggenda di Jesse James (The Legend of Jesse James) – serie TV, un episodio (1966)
- The Monroes – serie TV, un episodio (1966)
- Codice Gerico (Jericho) – serie TV, episodio 1x04 (1966)
- Il ladro (T.H.E. Cat) – serie TV, un episodio (1966)
- Twelve O'Clock High – serie TV, un episodio (1966)
- L'orso Ben (Gentle Ben) – serie TV, 3 episodi (1967-1969)
- I sentieri del west (The Road West) – serie TV, episodio 1x29 (1967)
- Custer – serie TV, un episodio (1967)
- Cimarron Strip – serie TV, episodio 1x13 (1967)
- Al banco della difesa (Judd for the Defense) – serie TV, un episodio (1968)
- Quella strana ragazza (That Girl) – serie TV, un episodio (1968)
- Menace on the Mountain – film TV (1970)
- Disneyland – serie TV, 2 episodi (1970)
- La terra dei giganti (Land of the Giants) – serie TV, un episodio (1970)
- The Andersonville Trial – film TV (1970)
- Uno sceriffo a New York (McCloud) – serie TV, un episodio (1970)
- Los Angeles: ospedale nord (The Interns) – serie TV, un episodio (1970)
- San Francisco International Airport – serie TV, un episodio (1970)
- Hawaii squadra cinque zero (Hawaii Five-O) – serie TV, un episodio (1970)
- Ai confini dell'Arizona (The High Chaparral) – serie TV, episodio 4x18 (1971)
- Reporter alla ribalta (The Name of the Game) – serie TV, un episodio (1971)
- Kung Fu – serie TV, 3 episodi (1972-1974)
- Mistero in galleria (Night Gallery) – serie TV, un episodio (1972)
- The Manhunter – film TV (1972)
- McMillan e signora (McMillan & Wife) – serie TV, un episodio (1973)
- Female Artillery – film TV (1973)
- Love, American Style – serie TV, un episodio (1973)
- Le strade di San Francisco (The Streets of San Francisco) – serie TV, episodio 1x21 (1973)
- Winesburg, Ohio – film TV (1973)
- The Wide World of Mystery – serie TV, un episodio (1973)
- Barnaby Jones – serie TV, un episodio (1973)
- Ironside – serie TV, 2 episodi (1973)
- Petrocelli – serie TV, 44 episodi (1974-1976)
- Sulle strade della California (Police Story) – serie TV, 2 episodi (1974-1977)
- Toma – serie TV, un episodio (1974)
- Hec Ramsey – serie TV, un episodio (1974)
- Night Games – film TV (1974)
- Dove corri Joe? (Run, Joe, Run) – serie TV, un episodio (1974)
- Quel dannato pugno di uomini (The Meanest Men in the West) – film TV (1974)
- Great Performances – serie TV, un episodio (1975)
- Ellery Queen – serie TV, episodio 1x19 (1976)
- Militari di carriera (Once an Eagle) (1976)
- Hunter – serie TV, un episodio (1977)
- Baretta – serie TV, un episodio (1977)
- Future Cop – serie TV, un episodio (1977)
- Harold Robbins' 79 Park Avenue (1977)
- James (James at 15) – serie TV, un episodio (1978)
- I grandi eroi della Bibbia (Greatest Heroes of the Bible) – serie TV, un episodio (1978)
- Truck Driver (B.J. and the Bear) – serie TV, un episodio (1979)
- Undercover with the KKK – film TV (1979)
- The Great Cash Giveaway Getaway – film TV (1980)
- Portrait of a Rebel: The Remarkable Mrs. Sanger – film TV (1980)
- Dallas – serie TV, 3 episodi (1982-1983)
- Professione pericolo (The Fall Guy) – serie TV, un episodio (1982)
- Thou Shalt Not Kill – film TV (1982)
- A cuore aperto (St. Elsewhere) – serie TV, un episodio (1982)
- L'uomo di Singapore (Bring 'Em Back Alive) – serie TV, un episodio (1983)
- Simon & Simon – serie TV, un episodio (1983)
- Ace Crawford, Private Eye – serie TV, un episodio (1983)
- Small & Frye – serie TV, un episodio (1983)
- A-Team (The A-Team) – serie TV, episodio 2x01 (1983)
- Supercar (Knight Rider) – serie TV, 2x07 Il Fuoriclasse (1983)
- Cuore e batticuore (Hart to Hart) – serie TV, un episodio (1983)
- Top Secret (Scarecrow and Mrs. King) – serie TV, un episodio (1983)
- California (Knots Landing) – serie TV, 3 episodi (1984-1985)
- Best Kept Secrets – film TV (1984)
- Fatal Vision – film TV (1984)
- Trapper John (Trapper John, M.D.) – serie TV, un episodio (1984)
- La signora in giallo (Murder, She Wrote) – serie TV, episodio 1x18 (1985)
- Blacke's Magic – serie TV, un episodio (1986)
- La divisa strappata (Dress Gray) – film TV (1986)
- Jesse – film TV (1988)
- La vera storia di Billy the Kid (Billy the Kid) – film TV (1989)
- CBS Summer Playhouse – serie TV, un episodio (1989)
- I ragazzi della prateria (The Young Riders) – serie TV, un episodio (1989)
- Il ritorno di missione impossibile (Mission: Impossible) – serie TV, un episodio (1989)
- Fino al prossimo incontro (Till We Meet Again)– miniserie TV, 2 episodi (1989)

## Doppiatori italiani
Nelle versioni in italiano delle opere in cui ha recitato, Albert Salmi è stato doppiato da:
- Carlo Romano in Karamazov
- Manlio Busoni in Bravados
- Emilio Cigoli in Fango sulle stelle
- Oreste Lionello in L'ora delle pistole
- Renzo Montagnani in Io sono la legge
- Mario Milita ne I ragazzi della prateria
- Luciano De Ambrosis in Fuga dal pianeta delle scimmie
- Adolfo Lastretti in Petrocelli
- Rino Bolognesi in Ellery Queen
- Mario Mastria in Ladro e gentiluomo